# Novaja Zemlja (film)
Novaja Zemlja (russisk: Новая Земля) er en russisk spillefilm fra 2008 af Aleksandr Melnik.

## Medvirkende
- Konstantin Lavronenko som Zjilin
- Andrej Feskov som Sipa
- Marat Basjarov som Tolja
- Pavel Sborsjjikov som Obezjan
- Sergej Zjigunov